# Subarachnoid lymphatic-like membrane
Die Subarachnoid lymphatic-like membrane (SLYM) ist eine anatomische Struktur im menschlichen Gehirn, die eine vierte Schicht der Hirnhaut darstellt. 
Die SLYM befindet sich im Subarachnoidalraum, dem Raum zwischen der mittleren netzartigen Hirnhaut und der innersten, eng am Gehirn anliegenden zarten Hirnhaut. Sie teilt den Subarachnoidalraum in ein äußeres, oberflächliches Kompartiment und einen inneren, tieferen Bereich, der das Gehirn umgibt.

## Aufbau
Die SLYM ist sehr dünn, besteht jedoch aus mehreren Zelllagen und enthält eigene Immunzellen. Sie ähnelt in ihrer Struktur den Lymphgefäßen im Körper und könnte daher eine wichtige Rolle beim Immunschutz und Flüssigkeitshaushalt des Gehirns spielen. Sie besteht aus nur wenigen Zelllagen und ähnelt in ihrer Beschaffenheit dem Mesothel. Die SLYM hindert größere Moleküle wie Peptide und Proteine an der Passage ins Innere des Gehirns und könnte damit eine Barrierefunktion übernehmen.

## Entdeckung und Bedeutung
Die SLYM ist entsprechend der Veröffentlichung im Jahr 2023 eine neu entdeckte anatomische Struktur im menschlichen Gehirn. Die Entdeckung der SLYM stellt eine wichtige Ergänzung der bisherigen anatomischen Kenntnisse dar und könnte zu neuen Erkenntnissen über die Funktion des Gehirns und mögliche therapeutische Ansätze beitragen. Weitere Untersuchungen sind jedoch notwendig, um die genaue Funktion und mögliche klinische Relevanz der SLYM besser zu verstehen.